# モロー (小惑星7904番)
モロー (7904 Morrow) は、小惑星帯の小惑星。リンカーン地球近傍小惑星探査プログラムによって発見された。
天文学者に因んで名付けられたとも言われるが詳細は不明。なお、日本語で表記すると「モロー」になる小惑星がもう一つ存在する (2277 Moreau) 。